# Abadia de Melk
A Abadia de Melk é um centro espiritual e cultural de grande importância da Áustria, localizado na cidade de Melk, junto ao rio Danúbio. Faz parte da Paisagem Cultural de Wachau, um sítio classificado como Patrimônio da Humanidade pela UNESCO.

## História

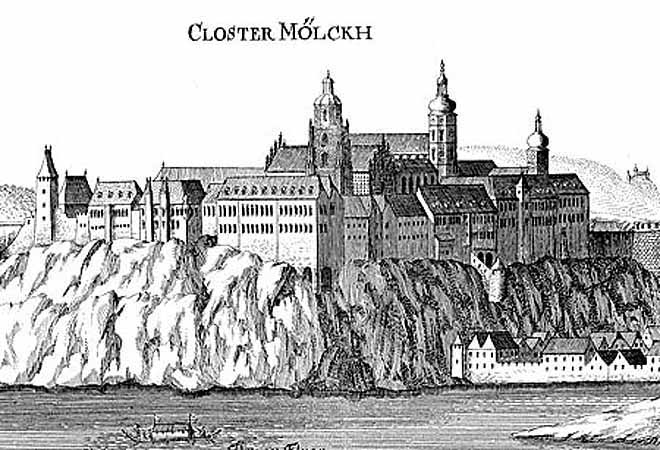
A Abadia no século XVII.

Melk tem sido um centro importante desde as origens do estado austríaco. Já em 996 o primeiro marquês da região, Leopoldo II, ergueu um castelo em Melk para sua residência, e seus sucessores o encheram de relíquias e tesouros. O castelo foi dado aos monges beneditinos de Lambach em 1089, e desde lá tem sido ocupado por eles e adaptado como um mosteiro. A época da fundação do mosteiro foi marcada pela Questão das Investiduras, e floresceu na época posterior à Concordata de Worms, quando foi criada uma escola. Com o declínio do papado a sorte do mosteiro também declinou.
No século XV o mosteiro foi o ponto de partida da Reforma de Melk, uma reforma religiosa de grande impacto inspirada por ideais humanistas e levando a uma adesão mais estrita à Regra de São Bento, que almejava à austeridade e à disciplina.
Durante o Barroco seu prestígio voltou a aumentar, tornando-se um modelo de disciplina beneditina. A importância do local e de seu abade Berthold Dietmayr neste período são evidenciados pela suntuosidade das reformas que mandou realizar entre 1702 e 1736. Nesta época a abadia desenvolvia significativa atividade também na música e nas artes liberais.

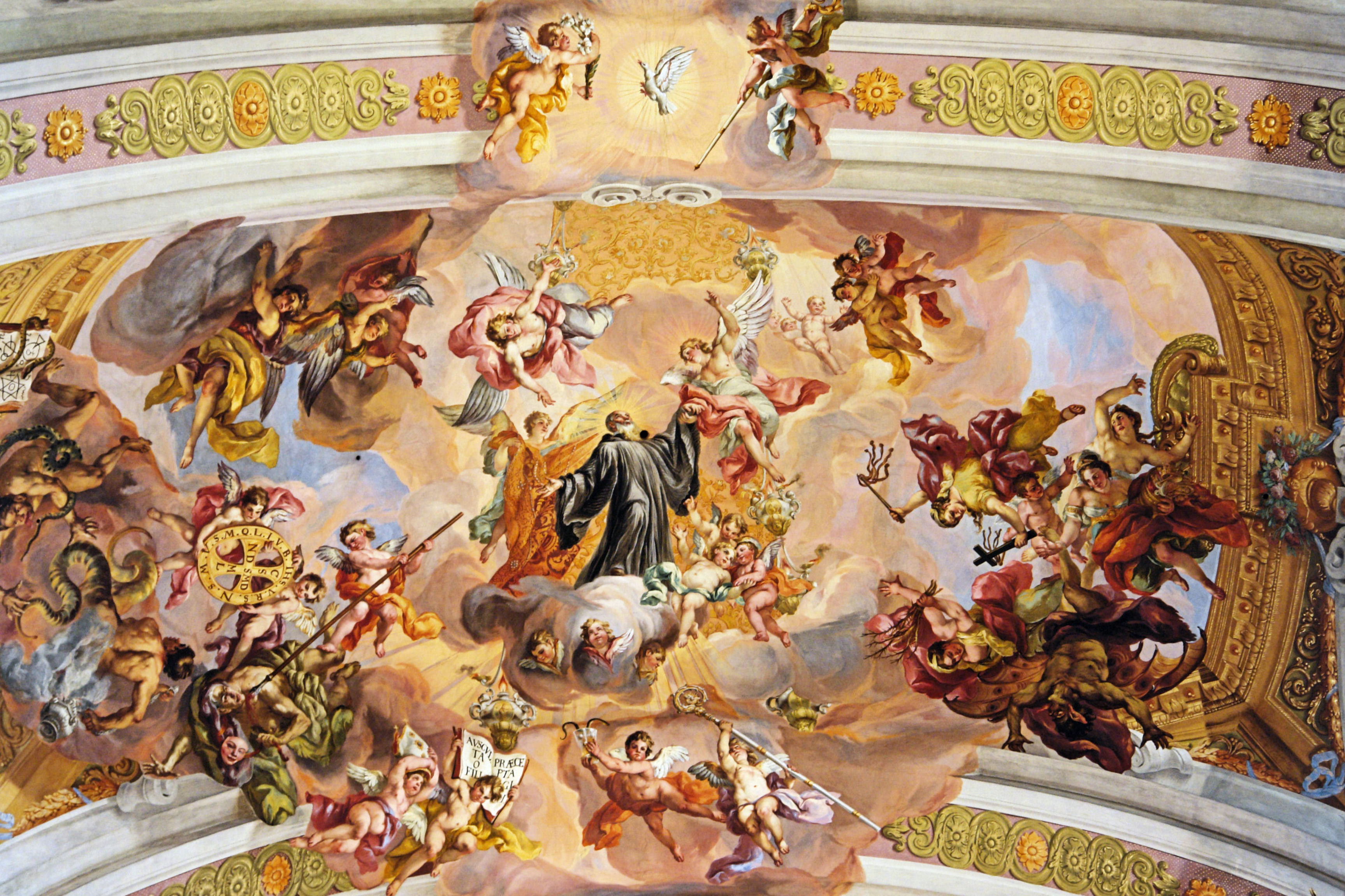
O Triunfo de São Bento, de Rottmayr, sobre o altar-mor da igreja.

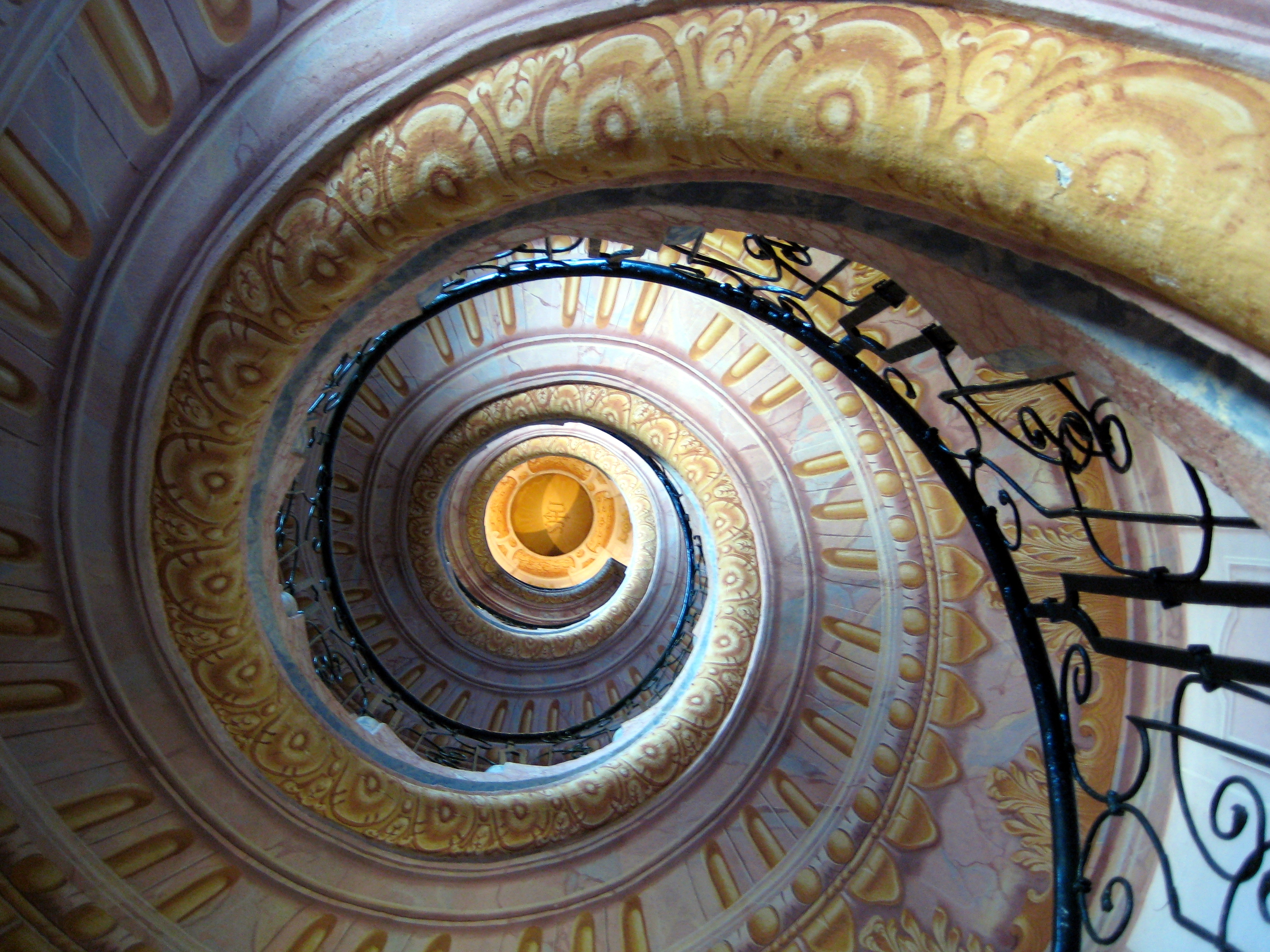
A escadaria da biblioteca.

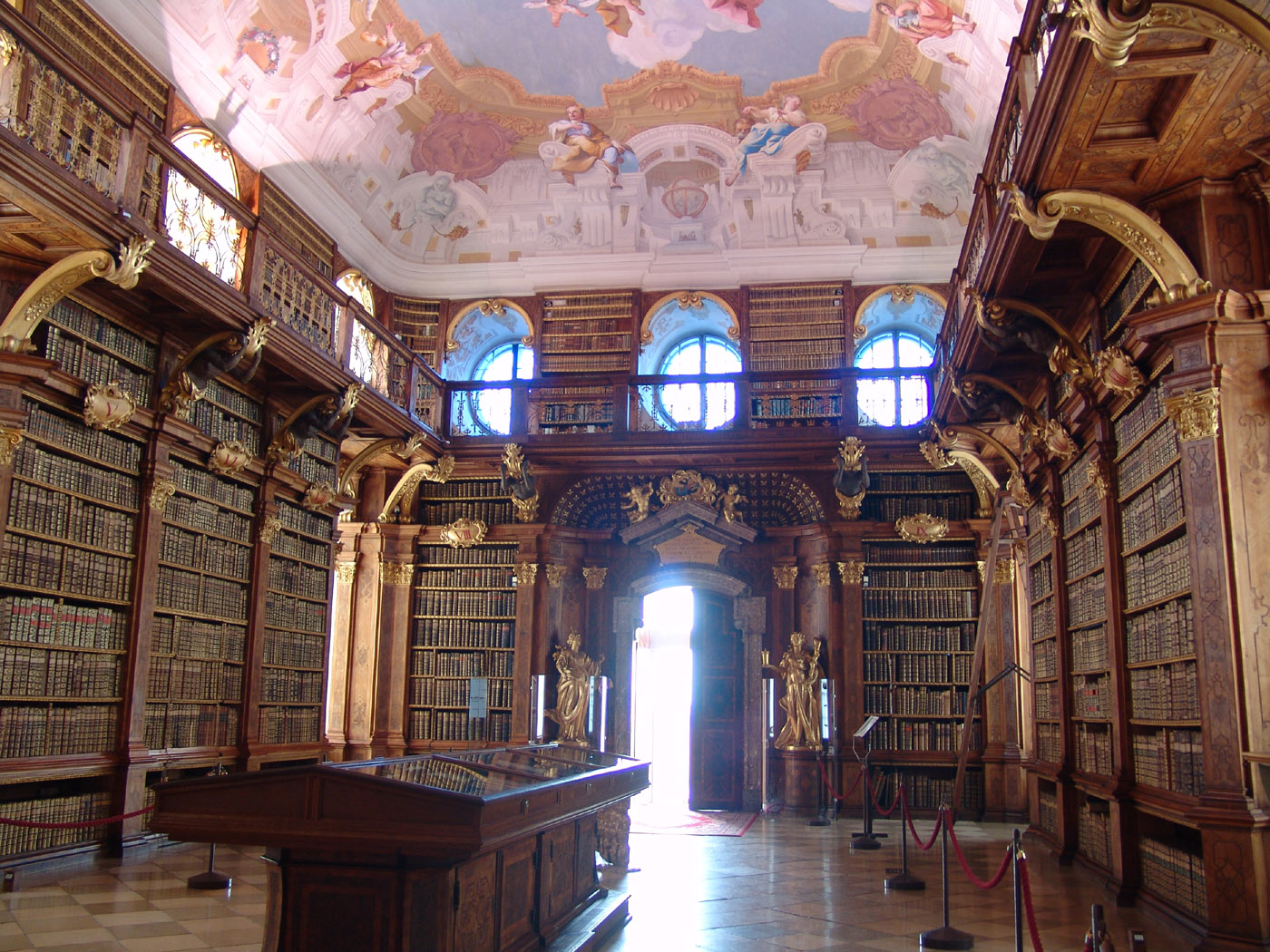
Interior da biblioteca.

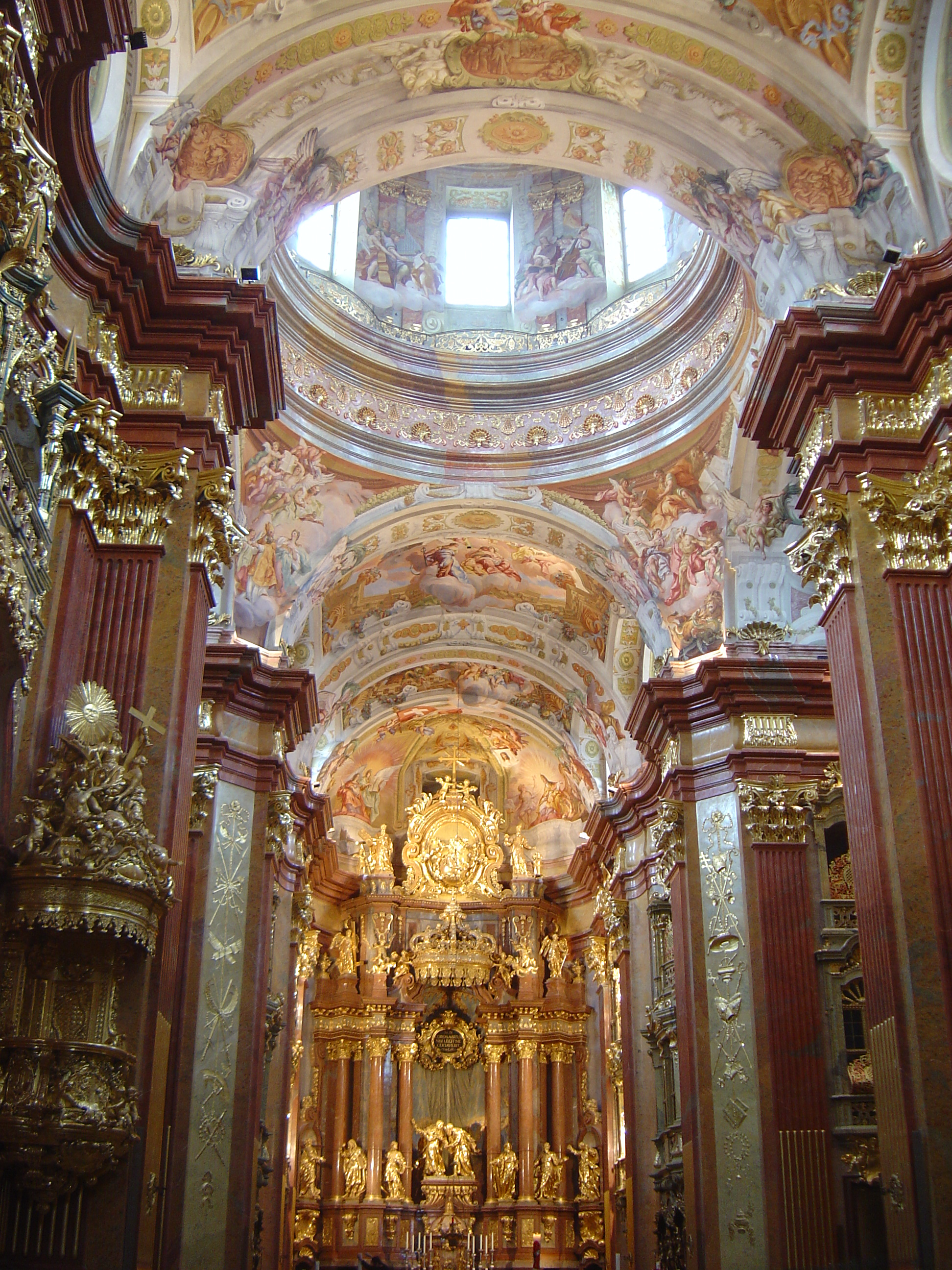
Interior da igreja.

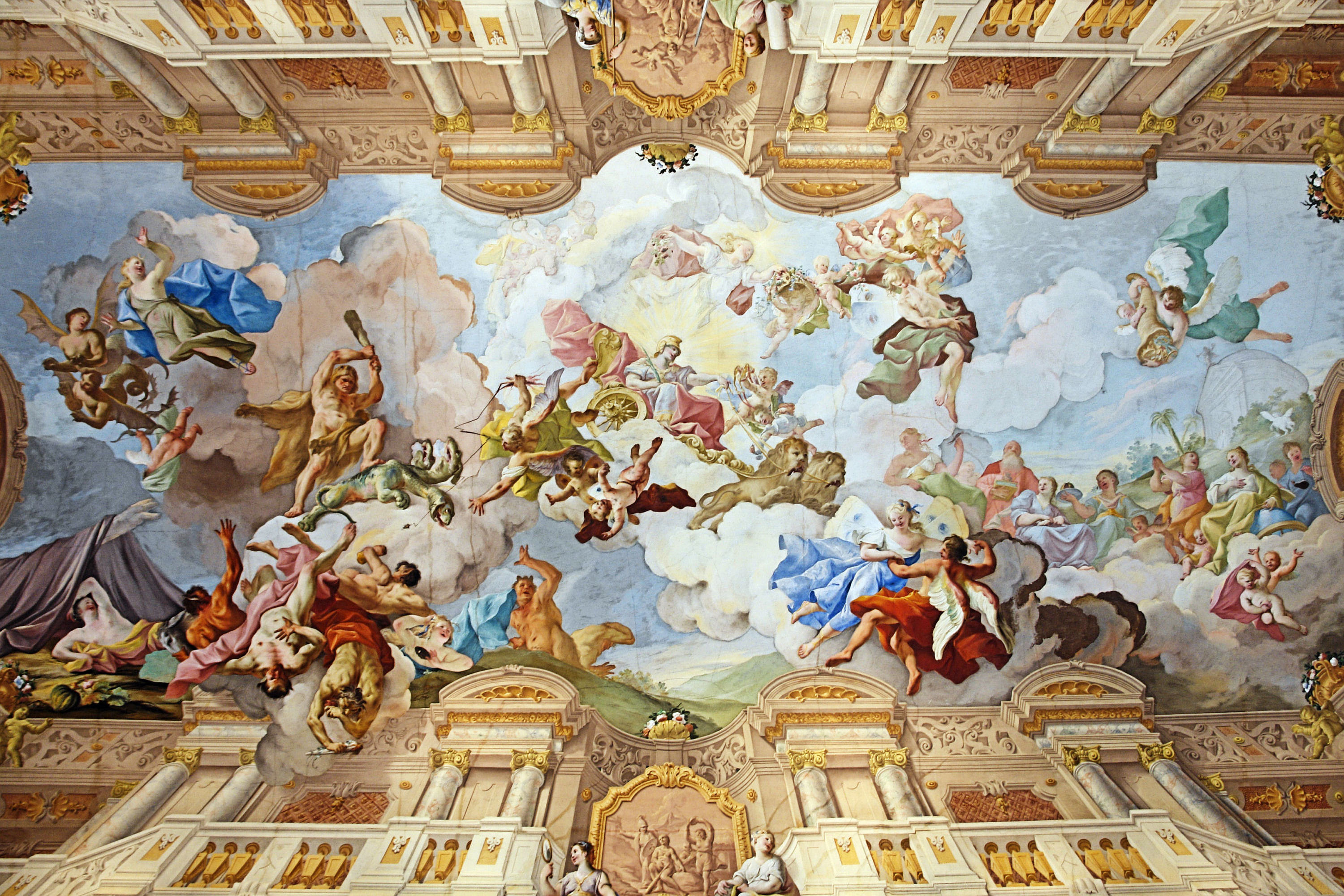
Teto do Salão de Mármore.

Por seu prestígio a abadia foi relativamente poupada nas profundas reformas religiosas levadas a cabo pelo imperador José II, embora tenha sofrido algumas restrições administrativas, sua escola secundária tenha sido transferida para  St. Pölten e sua escola de Teologia fechada. Sofreu ainda com o peso da ampliação de sua jurisdição eclesiástica, passando a ser responsável por 27 paróquias. As dificuldades se agravariam com as Guerras Napoleônicas, mas o século XIX viu as primeiras obras de restauração do edifício e a modernização nas infraestruturas.
Transtornos na economia nacional levaram a abadia às portas da dissolução depois do Anschluss de 1938, os monges sofreram ameaças de prisão e o edifício foi confiscado e transformado em escola secundária. Sobreviveu a tudo e voltou a ser um centro de cultura e espiritualidade, famoso mundialmente.

### Atualidade
Entre 1975 e 2001 o complexo passou por uma grande restauração, e sua renda hoje advém principalmente do turismo cultural. Tem sido sede de importantes exposições de arte e história, representações teatrais e concertos de música. Criou-se um museu sobre a história da abadia, a atividade docente também se expandiu e atende a cerca de 900 alunos de ambos os sexos, e continua sendo a cabeça e o coração de 23 paróquias da região.

## Arquitetura
A Abadia de Melk é um enorme complexo arquitetônico que abrange o mosteiro, as escolas, os espaços culturais, a igreja e a biblioteca. Está encravada à beira de uma rocha sobranceira ao rio Danúbio e sobre a cidade de Melk, desfrutando de um panorama privilegiado da região e aumentando com sua própria imponência a beleza da paisagem.
É um esplêndido exemplo do luxo e do refinamento do barroco germânico. Faz um magistral aproveitamento da topografia do terreno e o perfil dos edifícios atesta o invulgar sentido de paisagismo e a perícia de seu arquiteto Jakob Prandtauer, que redefiniu as fachadas e interiores de edifícios mais antigos. Seus interiores são luxuosamente decorados com afrescos, mármores, esculturas e talha dourada. Especialmente a igreja e a biblioteca são notáveis neste sentido.

### Biblioteca
A biblioteca possui 12 salas com um acervo de cerca de 1.888 manuscritos, 750 incunábulos e milhares de obras editadas desde o século XVI, totalizando mais de 100 mil volumes, abrangendo Teologia, Geografia, Direito, História, Léxica e Astronomia, com uma seção especial para Bíblias. O interior tem magnífica talha em madeira e uma escadaria em espiral de grande beleza, além de afrescos alegóricos de Paul Troger.

### Igreja
A atração maior da Abadia de Melk é sua igreja barroca. Foi concebida desde o início como uma obra de glorificação a Deus através da beleza, e o alto sucesso desse desejo é claramente visível. As feições atuais do templo datam das grandes reformas incitadas pelo abade Dietmayr no início do século XVIII, e realizadas pelo arquiteto Prandtauer e por Antonio Beduzzi (design dos interiores, esboços e afrescos), Johann Michael Rottmayr (afrescos, pinturas do altar), Paul Troger (pinturas do altar), Giuseppe Galli-Bibiena (desenho do púlpito e do altar-mor), Lorenzo Mattielli (desenho das esculturas), e Peter Widerin (esculturas).
Sobre o altar-mor está a inscrição Non coronabitur nisi legitime certaveri ("Não há vitória sem um combate legítimo"), que pode ser tomada como o resumo ideal do significado de toda Abadia e que está visualmente concretizado na estatuária, na decoração pictórica e na própria arquitetura.

### O museu
O museu da Abadia de Melk foi criado recentemente nos antigos apartamentos imperiais, e foi aparelhado com os mais modernos equipamentos expositivos, apresentando mostras temáticas e um precioso acervo de tesouros antigos.